# Aspidorhynchus
Aspidorhynchus — викопний рід променеперих риб вимерлого ряду Aspidorhynchiformes. Рід існував у другий половині юри та у ранній крейді (165—140 млн років тому). Викопні рештки риби знайдено в Європі (Німеччина, Велика Британія) та Антарктиці.

## Опис

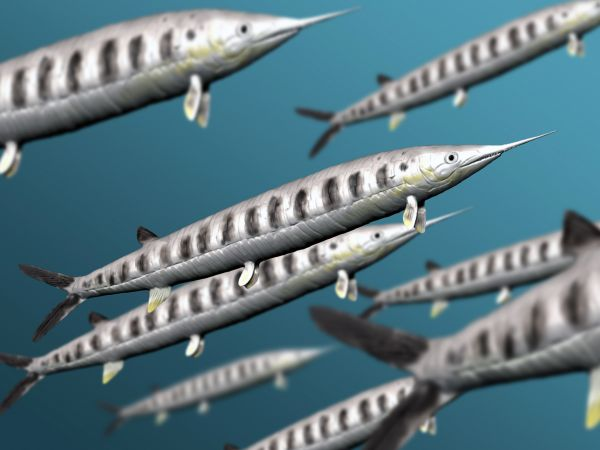
Художня реконструкція

Це була струнка риба, завдовжки до 60 см, з подовженими зубастими щелепами. У неї також була потужна луска і симетричний хвіст. Верхня щелепа була довшою нижньої і закінчувалася беззубим шипом.